# Jensen Ackles
Jensen Ross Ackles (Dallas, Texas; 1 de marzo de 1978) es un actor y director estadounidense. Criado en Richardson (Texas), comenzó a tomar clases de actuación durante la secundaria inspirado por su padre y se mudó a la ciudad de Los Ángeles al cumplir los 18 años para buscar contratos en distintos canales. En 1998, ganó reconocimiento en la televisión estadounidense al aparecer en Days of Our Lives, actuación que le valió tres nominaciones consecutivas a los Premios Daytime Emmy entre 1998 y el 2000.
En 2004, se unió al elenco principal de Smallville como Jason Teague, y su actuación despertó el interés de los ejecutivos de The CW, quienes le ofrecieron protagonizar Supernatural, que comenzó a ser emitida en septiembre de 2005. El éxito de la serie llevó al canal a extenderla por quince temporadas, convirtiéndose en el programa de fantasía más longevo en la televisión estadounidense. Gracias a su trabajo, Ackles ha sido reconocido con premios en los Teen Choice Awards y los People's Choice Awards. Desde 2010, está casado con la actriz Danneel Harris, con quien tiene tres hijos.

## Biografía

### 1978-1997: primeros años e inicios como actor
Jensen Ross Ackles nació el 1 de marzo de 1978 en la ciudad de Dallas, ubicada en Texas (Estados Unidos), hijo del actor Alan Roger Ackles y Donna Joan, así como hermano menor de Josh Ackles y mayor de Mackenzie Ackles. Creció junto a su familia en Richardson, también en Texas, donde asistió a la Dartmouth Elementary School hasta 1990, para luego ingresar a la Apollo Junior High School y finalmente culminar sus estudios de secundaria en la LV Berkner High School en 1996. Desde los 4 años, aparecía regularmente como modelo en comerciales de Walmart, Nabisco y RadioShack, y se comenzó a interesar en la actuación gracias a su padre, quien estaba constantemente memorizando guiones. Durante su estadía en la secundaria, comenzó a tomar clases de teatro por recomendación de uno de sus amigos, y fue descubierto por dos productores, que le ofrecieron mudarse a Los Ángeles, pero Ackles rechazó la oferta. Tras culminar la secundaria, pensó en estudiar medicina deportiva en la Universidad Técnica de Texas, pero finalmente decidió viajar a Los Ángeles y contactar a los dos productores. En 1996, con 18 años, apareció en los programas Wishbones y Sweet Valley High, además de ser un personaje recurrente en la serie Mr. Rhodes.

### 1998-2004:Days of Our LivesySmallville
En 1998, Ackles ganó reconocimiento en la televisión interpretando a Eric Brady en el serial televisivo Days of Our Lives, y su actuación le valió tres nominaciones consecutivas a los Premios Daytime Emmy en la categoría de Mejor Actor Joven en una Serie Dramática entre 1998 y el 2000. A pesar de que la cadena NBC se mostró interesada en renovar su contrato, Ackles abandonó la serie y en 2001 protagonizó la serie Dark Angel hasta su cancelación en mayo de 2002, mismo año donde fue contratado por The CW (en ese entonces, The WB) para aparecer recurrentemente en Dawson's Creek y más tarde, en 2003, para ser parte del elenco principal de Still Life, serie que al final no fue emitida. En 2004, Ackles se unió al elenco principal de Smallville en su cuarta temporada con el rol de Jason Teague.

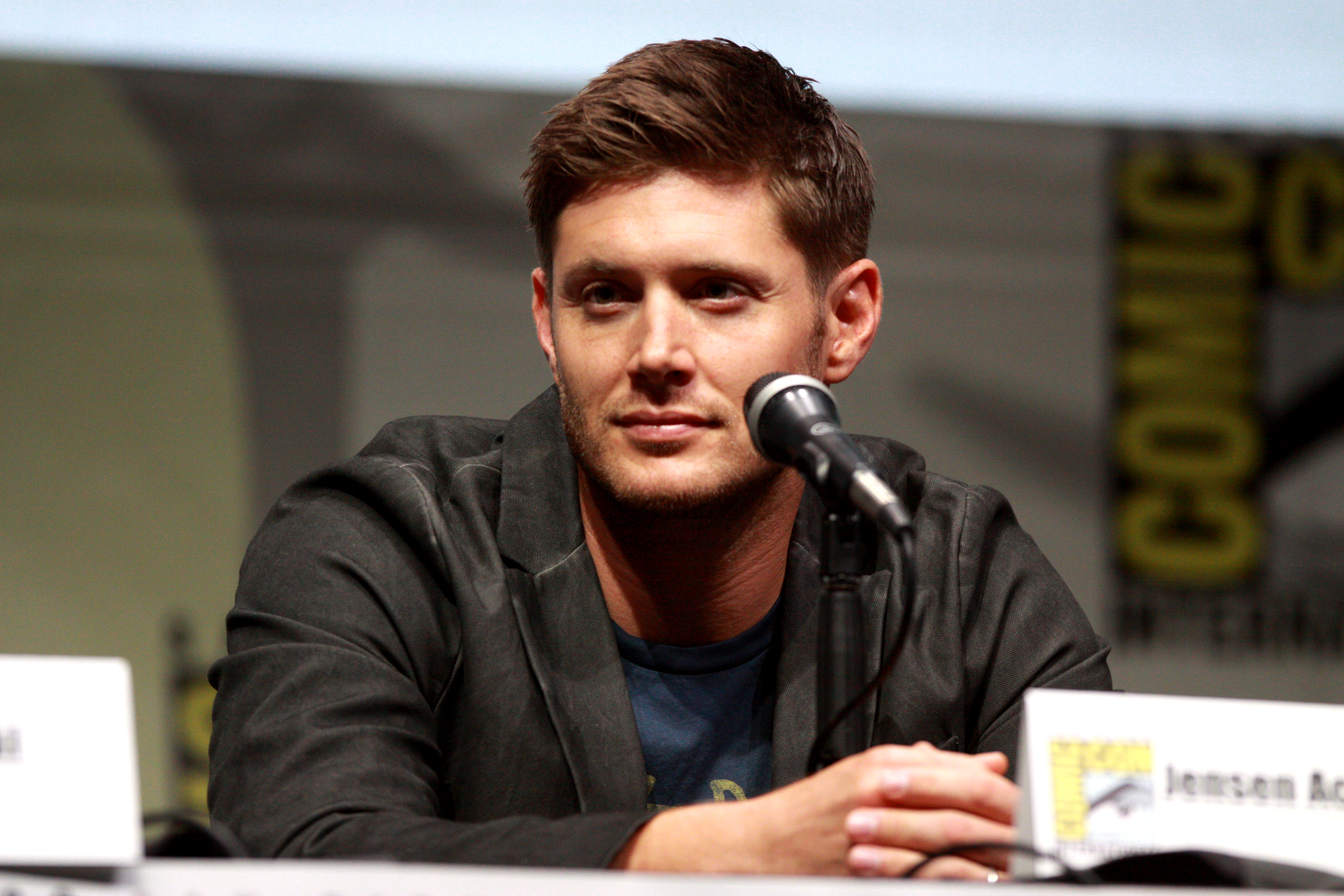
Ackles en la Comic-Con de 2013.

### 2005-presente:Supernaturaly otros proyectos
Tras su buen desempeño en Smallville, Ackles fue contratado por The CW para protagonizar junto a Jared Padalecki una nueva serie original llamada Supernatural, que comenzó a ser emitida el 13 de septiembre de 2005. La serie tuvo elevados índices de audiencia y obtuvo reseñas favorables por parte de la crítica, lo que llevó al canal a renovarla para nuevas temporadas, al punto de convertirse en la serie de fantasía más larga en la historia de Norteamérica y en uno de los programas con mayor tiempo de emisión en la televisión estadounidense, así como en el más duradero del canal, superando a Smallville. Su trabajo en Supernatural le valió numerosas nominaciones a los Constellation Awards, así como victorias en los Teen Choice Awards y People's Choice Awards. También se alzó como mejor actor en una serie de horror en la primera edición de los Critics' Choice Super Awards. Asimismo, Ackles debutó en 2010 como director con el episodio «Weekend at Bobby's», perteneciente a la sexta temporada de la serie, y posteriormente dirigió episodios de las temporadas siguientes.
Por otra parte, Ackles protagonizó la película My Bloody Valentine (2009), la cual se convirtió en un éxito en taquilla al recaudar más de cinco veces su presupuesto. Asimismo, prestó su voz para el personaje de Jason Todd / Red Hood en el filme animado Batman: Under The Red Hood, el cual recibió la aclamación crítica. Con la buena recepción de su trabajo, Ackles se animó a seguir doblando otros personajes, como Kyle Madigan en el videojuego The 3rd Birthday y a Dean Winchester en dos episodios de la adaptación de anime de Supernatural. Tras la culminación de Supernatural después de quince años en emisión, Ackles se unió al elenco de The Boys en su tercera temporada con el personaje de Soldier Boy.

## Vida personal y negocios
En 2006, durante las grabaciones del filme Ten Inch Hero, Ackles conoció a la actriz Danneel Harris, con quien estuvo saliendo hasta noviembre de 2009, cuando ambos se comprometieron. Posteriormente, el 15 de mayo de 2010, se casaron en Dallas (Texas), y el 30 de mayo de 2013 tuvieron a su primera hija, Justice Jay Ackles. El 10 de agosto de 2016, anunciaron que estaban esperando gemelos, los cuales nacieron el 2 de diciembre del mismo año, bajo los nombres de Zeppelin Bram Ackles y Arrow Rhodes Ackles. Es el mejor amigo del actor Jared Padalecki, con quien lanzó en abril de 2015 una campaña a través del sitio Represent.com llamada Always Keep Fighting, que busca ayudar a personas que sufren de depresión, adicciones o pensamientos suicidas. El 1 de diciembre de 2016, ambos, con ayuda de Misha Collins, lanzaron otra campaña llamada Supernatural Family Love a través de Creation Stands, cuyo objetivo era recaudar fondos para ayudar a familias y niños necesitados a lo largo del mundo incapaces de celebrar la Navidad.
En julio de 2017, Ackles y su familia adquirieron una fábrica en Dripping Springs (Texas), donde fundaron su propia cervecería, Family Business Beer Co., la cual abrió ese mismo mes. En agosto de ese año, Ackles y Collins comenzaron una campaña para recaudar fondos para ayudar a las víctimas del Huracán Harvey en Texas. Inicialmente, preveían recaudar al menos $50 000, pero con el apoyo de The CW, consiguieron más de $330 000, los cuales fueron donados a diversas fundaciones dedicadas a brindar apoyo a las familias afectadas. En octubre de 2020, Ackles anunció que junto a su esposa formarían Chaos Machine Productions, una productora que crearía contenido original para Warner Bros. Television.

## Filmografía

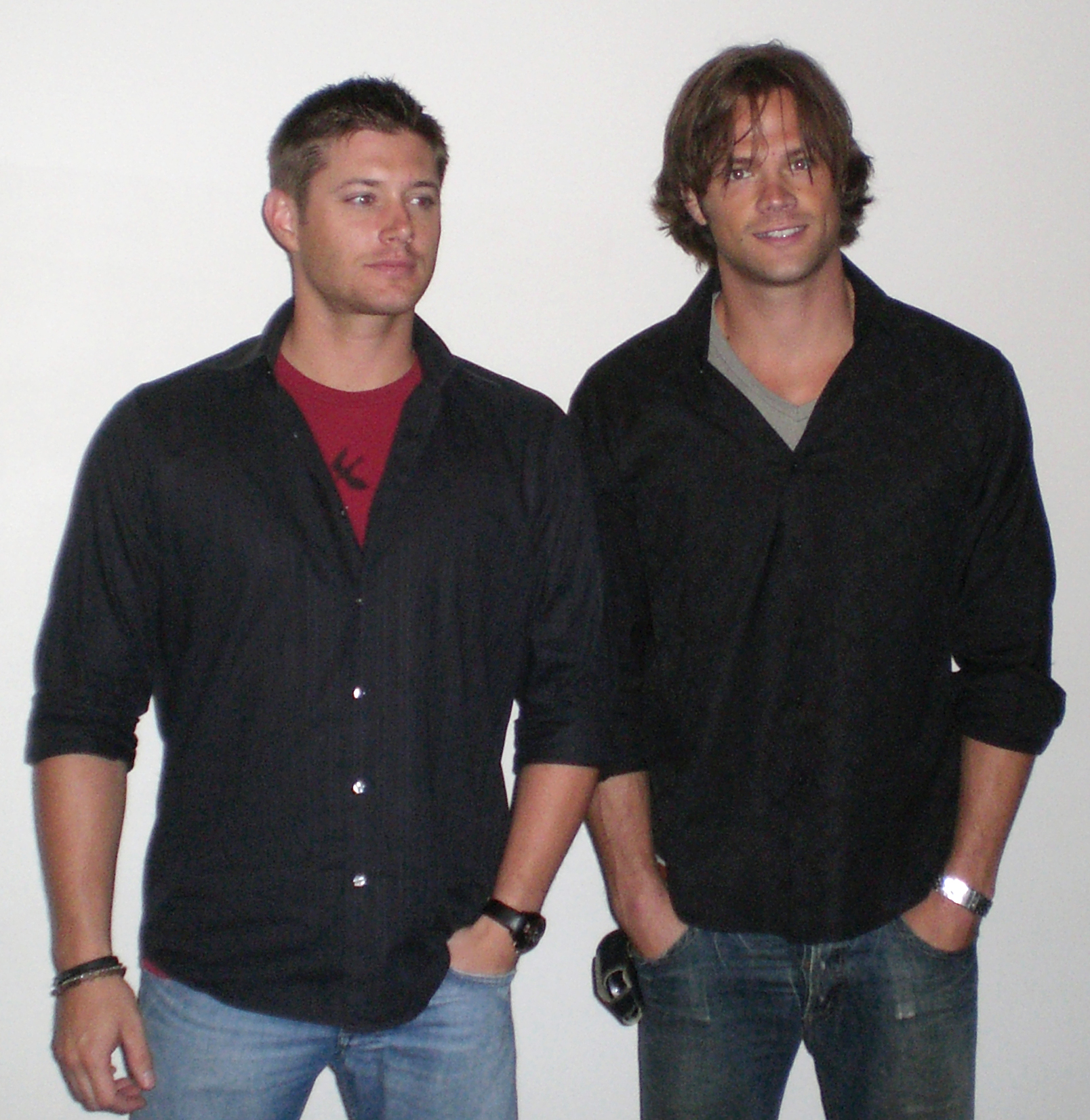
Jensen Ackles en 2008 junto a su mejor amigo y compañero de reparto en Supernatural, Jared Padalecki.

| Año  | Título                                    | Rol                   | Notas                                     |
| ---- | ----------------------------------------- | --------------------- | ----------------------------------------- |
| 2004 | The Plight of Clownana                    | Jensen                | Cortometraje, también productor ejecutivo |
| 2005 | Devour                                    | Jake Gray             |                                           |
| 2007 | Ten Inch Hero                             | Priestly              |                                           |
| 2009 | My Bloody Valentine                       | Tom Hanniger          |                                           |
| 2010 | Batman: Under The Red Hood                | Jason Todd / Red Hood | Elenco principal, película animada (voz)  |
| 2019 | Buddy Games                               | Jack Durfy            | Cameo                                     |
| 2021 | Batman: The Long Halloween                | Bruce Wayne / Batman  | Protagonista, película animada (voz)      |
| 2023 | Justice League: Warworld                  | Bruce Wayne / Batman  | Protagonista, película animada (voz)      |
| 2024 | Justice League: Crisis on Infinite Earths | Bruce Wayne / Batman  | Protagonista, película animada (voz)      |

| Año           | Título                         | Rol                                  | Notas |
| ------------- | ------------------------------ | ------------------------------------ | --- |
| 1996          | Wishbone                       | Michael Duss                         | Episodio: «Viva Wishbone!»                                                                                    |
| 1996          | Sweet Valley High              | Brad                                 | Episodio: «All Along in the Water Tower»                                                                      |
| 1996-97       | Mr. Rhodes                     | Malcolm                              | Recurrente |
| 1997          | Cybill                         | David                                | Episodio: «The Wedding»                                                                                       |
| 1998-2000     | Days of Our Lives              | Eric Brady #6                        | Elenco principal, serie de TV (temporadas 33-35)                                                              |
| 2001          | Blonde                         | Eddie G                              | Elenco principal, película de TV                                                                              |
| 2001-02       | Dark Angel                     | Alec McDowell / X5-494, Ben / X5-493 | Elenco principal                                                                                              |
| 2002-03       | Dawson's Creek                 | C.J.                                 | Elenco recurrente, serie de TV The CW (temporada 6)                                                           |
| 2003          | Still Life                     | Max                                  | Serie no emitida                                                                                              |
| 2004-05       | Smallville                     | Jason Teague                         | Elenco principal (temporada 4)                                                                                |
| 2005-2020     | Supernatural                   | Dean Winchester                      | Protagonista, serie de TV The CW                                                                              |
| 2011          | Supernatural: The Anime Series | Dean Winchester                      | Elenco principal, serie de TV papel de voz (2 episodios)                                                      |
| 2012          | Undead Noise                   | Event Guest                          | Episodio: "Flying Solo"                                                                                       |
| 2015–2018     | The Hillywood Show             | Bailarin / El mismo                  | Invitado programa de TV (2 episodios)                                                                         |
| 2017          | Kings of Con                   | Justin Angles                        | Episodio: "Arlington, VA"                                                                                     |
| 2022          | Walker                         | Miles Vyas                           | Cameo, también director; Episodio: "No Such Thing as Fair Play"                                               |
| 2022–2023     | Big Sky                        | Beau Arlen                           | Invitado (temporada 2) Elenco principal (temporada 3); 14 episodios                                           |
| 2022–presente | The Boys                       | Ben / Soldier Boy                    | Elenco principal (temporada 3); 7 episodios Invitado (temporada 4); 1 episodio Elenco principal (temporada 5) |
| 2022–2023     | The Winchesters                | Dean Winchester                      | Elenco recurrente serie de TV The CW (13 episodios); también productor ejecutivo                              |
| 2023          | Gen V                          | "Soldier Boyfriend"                  | Episodio: "Jumanji"                                                                                           |
| 2024          | Tracker                        | Russell Shaw                         | Episodios: "Off the Books", “Ontological Shock”                                                               |
| TBA           | Countdown                      | Mark Meachum                         | Protagonista, serie de TV                                                                                     |
| TBA           | Vought Rising                  | Ben / Soldier Boy                    | Protagonista, serie de TV                                                                                     |

| Año  | Título                       | Rol          | Notas |
| ---- | ---------------------------- | ------------ | ----- |
| 2010 | Tron Evolution: Battle Grids | Gibson       | Voz   |
| 2010 | Tron: Evolution              | Gibson       | Voz   |
| 2011 | The 3rd Birthday             | Kyle Madigan | Voz   |
| 2012 | Life Weaver                  | Elfo         | Voz   |

## Premios y nominaciones
| Año  | Premiación                   | Nominado por      | Categoría                                                                  | Resultado | Ref.   |
| ---- | ---------------------------- | ----------------- | -------------------------------------------------------------------------- | --------- | ------ |
| 1998 | Soap Opera Digest Awards     | Days of Our Lives | Actor revelación                                                           | Ganador   | [ 2 ]  |
| 1998 | Premios Daytime Emmy         | Days of Our Lives | Mejor actor joven en una serie dramática                                   | Nominado  | [ 26 ] |
| 1999 | Premios Daytime Emmy         | Days of Our Lives | Mejor actor joven en una serie dramática                                   | Nominado  | [ 27 ] |
| 2000 | Premios Daytime Emmy         | Days of Our Lives | Mejor actor joven en una serie dramática                                   | Nominado  | [ 2 ]  |
| 2006 | Teen Choice Awards           | Supernatural      | Estrella de televisión revelación                                          | Nominado  | [ 28 ] |
| 2006 | Constellation Awards         | Supernatural      | Mejor actor en una serie de drama/ciencia ficción                          | Nominado  | [ 29 ] |
| 2007 | SFX Awards                   | Supernatural      | Mejor actor en una serie de drama/ciencia ficción                          | Nominado  | [ 2 ]  |
| 2008 | EWwy Awards                  | Supernatural      | Mejor actor en una serie de drama/ciencia ficción                          | Ganador   | [ 30 ] |
| 2008 | Constellation Awards         | Supernatural      | Mejor actor en una serie de drama/ciencia ficción                          | Nominado  | [ 29 ] |
| 2009 | Constellation Awards         | Supernatural      | Mejor actor en una serie de drama/ciencia ficción                          | Nominado  | [ 29 ] |
| 2010 | Constellation Awards         | Supernatural      | Mejor actor en una serie de drama/ciencia ficción                          | Nominado  | [ 29 ] |
| 2010 | EWwy Awards                  | Supernatural      | Mejor actor en una serie de drama/ciencia ficción                          | Ganador   | [ 30 ] |
| 2011 | TV Guide Awards              | Supernatural      | Mejor actor en una serie de drama/ciencia ficción                          | Ganador   | [ 31 ] |
| 2012 | Teen Choice Awards           | Supernatural      | Mejor actor en una serie de drama/ciencia ficción                          | Nominado  | [ 32 ] |
| 2013 | Teen Choice Awards           | Supernatural      | Mejor actor en una serie de drama/ciencia ficción                          | Nominado  | [ 33 ] |
| 2013 | Constellation Awards         | Supernatural      | Mejor actor en una serie de drama/ciencia ficción                          | Nominado  | [ 29 ] |
| 2013 | SFX Awards                   | Supernatural      | Mejor actor en una serie de drama/ciencia ficción                          | Nominado  | [ 2 ]  |
| 2013 | People's Choice Awards       | Supernatural      | Mejor actor en una serie de drama/ciencia ficción                          | Nominado  | [ 34 ] |
| 2014 | People's Choice Awards       | Supernatural      | Mejor actor en una serie de drama/ciencia ficción                          | Nominado  | [ 2 ]  |
| 2014 | People's Choice Awards       | Supernatural      | Mejor química en pantalla (compartido con Jared Padalecki y Misha Collins) | Ganador   | [ 2 ]  |
| 2014 | TV Guide Awards              | Supernatural      | Mejor química en pantalla (compartido con Jared Padalecki y Misha Collins) | Ganador   | [ 2 ]  |
| 2015 | Teen Choice Awards           | Supernatural      | Mejor química en pantalla (compartido con Jared Padalecki y Misha Collins) | Ganador   | [ 35 ] |
| 2015 | People's Choice Awards       | Supernatural      | Mejor dúo (compartido con Jared Padalecki)                                 | Nominado  | [ 2 ]  |
| 2015 | People's Choice Awards       | Supernatural      | Mejor actor de televisión de ciencia ficción/fantasía                      | Nominado  | [ 2 ]  |
| 2016 | People's Choice Awards       | Supernatural      | Mejor actor de televisión de ciencia ficción/fantasía                      | Ganador   | [ 2 ]  |
| 2017 | People's Choice Awards       | Supernatural      | Mejor actor de televisión de ciencia ficción/fantasía                      | Nominado  | [ 36 ] |
| 2017 | Teen Choice Awards           | Supernatural      | Mejor actor de televisión de ciencia ficción/fantasía                      | Nominado  | [ 37 ] |
| 2021 | Critics' Choice Super Awards | Supernatural      | Mejor Actor en una Serie de Horror                                         | Ganador   | [ 38 ] |
| 2022 | Saturn Awards                | The Boys          | Mejor Actor Invitado en una Serie de Streaming                             | Pendiente | [ 39 ] |